# Dorothée Le Maître
Dorothée Le Maître (Uzel-près-Oust, 1 de septiembre de 1896 - Loudéac, 26 de enero de 1990) fue una geóloga y paleontóloga francesa, especializada en el estudio de los estromatopóridos, la fauna del Devónico y la geología del Norte de África. Sus expediciones de observación y de recogida de fósiles en su lugar de origen hicieron que fuera una de las primeras mujeres en ir directamente para estudiar las muestras en su medio ambiente natural.

## Biografía
Después de sus estudios secundarios y tras el comienzo de su estudios universitarios de ciencias naturales en la Facultad libre de Angers, Dorothée obtuvo su licenciatura en 1926 en la Universidad Católica de   Lille, donde había ido a enseñar en una institución privada. En 1926 era asistente en el laboratorio de geología de la Universidad Católica de Lille, donde desarrolló toda su carrera. Dorothée se graduó en 1928 con un trabajo sobre las faunas del Devónico de Avesnois. 2. Continuó trabajando en el Devónico, y en 1934 publicó, sosteniendo su tesis, la obra  Étude sur la faune des calcaires dévoniens du Bassin d'Ancenis. Calcaire de Chaudefonds et Calcaire de Chalonnes (Maine-et-Loire) (6) En 1948, fue nombrada profesora de geología y en 1950 se unió al CNRS como encargada de investigación (maître de recherche), alcanzando la posición de directora científica. En 1949 y 1950, fue presidenta de la Sociedad Geológica del Norte. En 1966, se jubiló y regresó a vivir a su ciudad natal : Uzel-près-l'Oust.

## Premios y recompensas
- 1933 : Gosselet de la Société des arts et des sciences de Lille por la calidad de sus primeros trabajos[4]
- 1941 : Premio Fontannes,[6][7]
- 1956 : Premio Kuhlmann[6]
- 1959 : Gran premio Bonnet de la Academia de las ciencias[6]
- 1959 : promovida Oficial de Academia en el título de investigación.[4]

## Publicaciones
- 1929 : La faune des couches à Spirifer cultrijugatus à Fourmies, Annales de la Société Géologique du Nord. 27-74.
- 1929 : Note sur la présence de Beloceras multilobatum BEYRICH dans le Frasnien de Trélon (Nord), Annales de la Société Géologique du Nord. 137-139.
- 1930 : Sur la présence d'Algues et de Foraminifères du genre Endothyra dans les calcaires d'âge dévonien, C.R. Académie des Sciences. 90 : 763-764.
- 1930 : Observations sur les Algues et les Foraminifères des calcaires dévoniens, Annales de la Société Géologique du Nord. 42-50.
- 1931 : Contribution à l'étude des Polypiers dévoniens du Bassin d'Ancenis, Bulletin Société géologique de France. 5e série. I: 573-580.
- 1931 : Foraminifères des terrains dévoniens de Bartine (Turquie), Annales de la Société Géologique du Nord. 17-24.
- 1931 : Sur la présence d'Harpes macrocephalus GOLDF. dans le Coblencien supérieur à Fourmies, Annales de la Société Géologique du Nord. 126-130.
- 1931 : La faune des calcaires dévoniens du Bassin d'Ancenis, C.R. sommaires de la Société géologique de France. 13 : 188-190.
- 1931 : Sur la présence d'Endothyra dans le Famennien de Jeumont (Nord), Annales de la Société Géologique du Nord. 213-214.
- 1932 : Les Stromatoporoïdes de la zone d'Etroeungt (Note préliminaire), Annales de la Société Géologique du Nord. 207-212.
- 1932 : Amphigenia Bureaui Oehlert et ses gisements dans les calcaires dévoniens du Bassin d'Ancenis, Annales de la Société Géologique du Nord. 263-273.
- 1932 : Observations sur la faune du Calcaire de Cop-Choux (Loire-Inférieure), C.R. sommaires de la Société géologique de France. 108-109.
- 1933 : Description de Fistulipora contracta sp. nov. de la zone à Spirifer cultrijugatus de Fourmies, Annales de la Société Géologique du Nord. 146-149.
- 1933 : Description des Stromatoporoïdes de l'assise d'Etroeungt, Mémoire Société géologique de France. IX (1):20:1-31.
- 1933 : Sur l'âge du Calcaire de Chaudefonds (Maine-et-Loire), C.R. Académie des Sciences. 197 : 1665-1666.
- 1934 : Étude sur la faune des calcaires dévoniens du Bassin d'Ancenis, Calcaire de Chaudefonds et Calcaire de Chalonnes (Maine et Loire). Mémoire de la Société géologique du Nord. 1-261.
- 1935 : Description des Spongiomorphides et des Algues du Lias marocain, Mémoire du Service des Mines et de la Carte géologique du Maroc. 34 : 16-61.
- 1935 : À propos d'un travail de M. HERITSCH sur le Dévonien de Graz (Autriche), Annales de la Société Géologique du Nord. 107-109
- 1935 : Le Maître D. & Dubar G. Sur la présence de Solénopores et de Spongiomorphides dans le Lias du Maroc, C.R. Académie des Sciences. 200: 571-572.
- 1936 : Le Maître D. & Dubar G. Sur des gisements nouveaux de Spongiomorphides et d'Algues dans le Lias et le Bajocien du Maroc, C.R. Académie des Sciences. 203 : 339-340.
- 1937 : Nouvelles recherches sur les Spongiomorphides et les Algues du Lias et de l'Oolithe inférieure, Mémoire du Service des Mines et de la Carte géologique du Maroc. 43 : 1-27.
- 1938 : Sur quelques fossilifères des calcaires dévoniens de Mechra ben Abbou (Maroc occidental), C.R. sommaires de la Société géologique de France. 18: 363-365.
- 1938 : Notes sur la succession et l'évolution de quelques organismes constructeurs des calcaires au Paléozoïque et au Mésozoïque, 71e Congrès des Sociétés Savantes Marseille : 235-238.
- 1938 : Étude de la faune corallienne des calcaires givétiens de la Ville-Dé-d'Ardin (Deux Sèvres), Bulletin Société géologique de France. 5e série. (VII) : 105-128.
- 1939 : Observations sur la faune de gisements dévoniens du Tafilalet (Maroc), Bulletin Société géologique de France. 5e série. (IX) : 201-206.
- 1939 : Le Maître D. & Hoffet J.H. Sur la stratigraphie et la paléontologie du Lias des environs de Tchépone (Bas-Laos), C.R. Académie des Sciences. 209 : 114.
- 1943 : Le Maître D. & Pruvost P. Observations sur la région orientale du Bassin de Châteaulin (feuille de Pontivy au 1/80000e, 2nd éd.), Bulletin du Service de la Carte Géologique de France. XLIV (212) : 81-94
- 1944 : Contribution à l'étude du Dévonien du Tafilalet. I. - La faune coblencienne de Haci Remlia (SW de Taouz), Mémoire du Service des Mines et de la Carte géologique du Maroc. 61 : 1-102.
- 1946 : Sur la présence d'Algues solénoporacées et mitcheldéaniées dans le Trias de Slovaquie, C.R. sommaires de la Société géologique de France. 5 : 106-108.
- 1947 : Contribution à l’étude du Dévonien du Tafilalet. II. - Le récif coralligène de Ouihalane, Mémoire du Service des Mines et de la Carte géologique du Maroc. 67 : 1-112.
- 1949 : Le Dévonien de la partie occidentale de l'Adrar mauritanien, C.R. Académie des Sciences. 228 : 855-857.
- 1949 : Sur la présence de Cleistopora geometrica M.E. et H. dans la Saoura (Sud-Oranais), C.R. Académie des Sciences. 228 : 1446-1448
- 1949 : Sur quelques genres de Stromatopores dévoniens et leur microstructure, Bulletin Société géologique de France. 5e série. (XIX) : 513-526.
- 1950 : Observations nouvelles sur les coraux du Dévonien de la Saoura (Sud-Oranais), C.R. Académie des Sciences. 230 : 990-992.
- 1950 : Orthocératidés coralliformes de Dévonien de l'Afrique du Nord, Bulletin Société géologique de France. 5e série (XX) : 93-98.